# 김동혁 (축구 선수)
김동혁(한국 한자: 金東奕, 1991년 1월 25일 ~ )은 대한민국의 축구 선수이며, 포지션은 센터백이다.